# Hitta.se
Hitta.se är en webbplats för att lokalisera företag och privatpersoner i Sverige med telefonnummer, adress och på karta. Webbplatsen grundades 2004.
Hitta.se har fyra miljoner unika webbläsarbesökare per vecka (2024). Inkomster till verksamheten genereras genom att företag och organisationer kan köpa sig förbättrad exponering.

## Historik
Hitta.se grundades i juni 2004. I början av februari 2005 rapporterades att Aftonbladet Hierta tillsammans med Pierre Siri förvärvat TA Teleadress Information Holding AB, företaget som då drev Hitta.se, för 200 miljoner kronor. Tjänsten blev sedan ett eget bolag, som ingick i Schibsted-koncernen (ägs av Schibsted Nya Medier). 2013 återvände Pierre Siri till bolaget och köpte tillsammans med Alexander Hannerland 10 % av aktierna. Sommaren 2017 sålde Schibsted hela sitt innehav i bolaget till företagets VD Alexander Hannerland, investeraren Stefan Tocca samt den brittiska investeringsfonden Sprints Capital Management som blev huvudägare. 2024 köptes Ratsit upp och blev en del Fonecta Group Oy. Det är Finlands största aktör inom söktjänster för företag och privatpersoner. Koncernen har över 50 000 företagskunder och 300 medarbetare med kontor i Stockholm, Helsingfors, Björneborg, Tammerfors och Åbo.
Konkurrenter är bland annat Eniro, Ratsit och Merinfo.

## Funktioner
Hitta.se erbjuder flera olika karttjänster som flygfoton och Gatubild. Tjänsten Gatubild lanserades i december 2008 för Stockholm. Sedan dess har den växt till att omfatta totalt 29 svenska städer, som användare kan utforska virtuellt på gatunivå. Totalt har cirka 14 800 kilometer av svensk stad fotograferats och publicerats i tjänsten.[när?]